# Lillkyrka
För andra betydelser, se Lillkyrka (olika betydelser).
Lillkyrka är en tätort i Enköpings kommun och kyrkbyn i Lillkyrka socken. 
I tätorten, som är belägen 13 kilometer från Enköping, finns Lillkyrka kyrka, skola (från förskola till sjätte klass), daghem och äldreboende. Den aktiva idrottsföreningen på bygden är Södra Trögds IK (STIK).
De flesta av de förvärvsarbetande pendlar till Enköping.

## Befolkningsutveckling
| Befolkningsutvecklingen i Lillkyrka 1975–2020 | Befolkningsutvecklingen i Lillkyrka 1975–2020 | Befolkningsutvecklingen i Lillkyrka 1975–2020 | Befolkningsutvecklingen i Lillkyrka 1975–2020 | Befolkningsutvecklingen i Lillkyrka 1975–2020 |
| --------------------------------------------- | --------------------------------------------- | --------------------------------------------- | --------------------------------------------- | --------------------------------------------- |
|                                               |                                               |                                               |                                               |                                               |
| År                                            |                                               |                                               | Folkmängd                                     | Areal (ha)                                    |
| 1975                                          | 1975                                          |                                               | 259                                           |                                               |
| 1980                                          | 1980                                          |                                               | 272                                           |                                               |
| 1990                                          | 1990                                          |                                               | 269                                           | 32                                            |
| 1995                                          | 1995                                          |                                               | 306                                           | 35                                            |
| 2000                                          | 2000                                          |                                               | 311                                           | 35                                            |
| 2005                                          | 2005                                          |                                               | 300                                           | 35                                            |
| 2010                                          | 2010                                          |                                               | 301                                           | 35                                            |
| 2015                                          | 2015                                          |                                               | 303                                           | 43                                            |
| 2020                                          | 2020                                          |                                               | 279                                           | 43                                            |
| Anm.: Ny tätort 1975                          |                                               |                                               |                                               |                                               |